# タルコット・パーソンズ
タルコット・パーソンズ（Talcott Parsons、1902年12月13日 - 1979年5月8日）は、アメリカの社会学者。パターン変数、AGIL図式を提唱するなど、機能主義の代表的研究者と目された。ニクラス・ルーマン、ロバート・キング・マートンなどと並び、第二次世界大戦後、最もよく知られた社会学者の一人である。

## 経歴
1902年、コロラド州・コロラドスプリングス生まれ。
1920年、マサチューセッツ州のアマースト大学に入学。当初は医師になることを考えた。学生時代はロシア革命の成功とイギリス労働党の拡大を熱烈に支持する社会主義者であった。
1924年、アマースト大学経済学士。一年間ロンドン・スクール・オブ・エコノミクスで学んだ後、ドイツに留学。1925年から1927年ハイデルベルク大学に在籍しマックス・ウェーバーの社会学を知る。ハイデルベルク大学で博士号を取得。
アメリカに帰国後1927年から、1973年まで、ハーバード大学で教鞭を執った。。
パーソンズは第二次世界大戦後に冷戦がはじまると、ハーバード大学におけるロシア研究センターの創設に携わった。
1979年、講演旅行先の西ドイツ・ミュンヘンで急逝。

## 業績

### システム理論
パーソンズは社会一般にわたる一般理論の構築を目指した。特に功利主義的な人間行為の理解に反発し、他者のために行動する社会性の理論を唱えた。まずパーソンズは行為を行為システムと捉えるところから出発している。そして、その行為システムのサブシステムとして、文化システム、パーソナリティーシステム、社会システムなどを挙げている。この中でも特に社会システムについて、有名な構造機能分析およびAGIL図式などの、独特な理論（＝社会システム理論）を唱えた。
構造機能分析とは、社会システムを構造と機能に分けて分析したものである。構造にあたるのは、社会システムの中でも変化に乏しい安定的な部分である。構造は定数部分であると定義される。そして機能とは、その構造の安定に寄与する部分であり、社会システムのうちで変化が見られる部分である。機能は変数部分であると定義される。そして、この構造と機能の分析により、社会一般を分析できるとした。
AGIL理論は構造機能分析よりも、より具体的に社会を分析する必要から生まれたものである。Aは適応(adaptation)、Gは目標達成(goal attainment)、Iは統合(integration)、Lは潜在的パターンの維持・緊張処理(latent pattern maintenance and tension management)である。社会システムは、これらの機能（位相運動）によって維持されるとされる。
しかしながら、後期に展開された抽象的な理論に関しては今日においてもその評価は賛否両論ある。

### 家族の機能
家族の機能とは、社会において家族がはたすべき働きのことである。社会の変化に応じて、家族のはたす役割は変わるが、おもなものとしては、①夫婦の愛情を育て、性的な欲求をみたす、②子どもをうみ、育てる、③生産活動を行う、④消費活動を行う、⑤衣食住をともにする、⑥病人や老人の世話をする、⑦冠婚葬祭などの宗教的行事を行う、⑧娯楽を楽しむ、⑨心の安らぎをあたえる、などがある。しかし、産業化の進展と賃金労働者の増加や家庭電気製品の普及より、従来、家族の機能と考えられていたものが、他の機関で行われるようになってきている。パーソンズは、家族の機能として社会化と安定化という二機能説を唱えた。
ほかに、アメリカの文化人類学者マードックのあげた性的機能・経済的機能・教育的機能・生殖的機能という四機能説などがある。
社会化の機能
社会化とは人間が他者との相互作用を通して、その社会に適応していく過程である。パーソンズは家族も社会と同じように地位と役割の機能をもち、家族構成員間の相互作用を通じて、社会化する機能をもつとした。
安定化の機能
人間は家族のなかで精神の安定をはかり、男女間の性の調整をはかるということをさす。産業化の進展によって家族の機能は変化してきているが、そういったなかで、家族の安定化機能の重要性が高まっている。

## 日本語訳された著書

### 単著
- The Structure of Social Action（1937年）
  - 『社会的行為の構造』稲上毅、厚東洋輔訳（木鐸社 1976年）
    - 総論、マーシャル／パレート論、デュルケム論、マックス・ウェーバー論1・2の五分冊）
- The Social System（1951年）
  - 『社会体系論』佐藤勉訳（青木書店 1974年、現代社会学大系）
- Structure and Process in Modern Societies（1960年）
- Theories of Society（1961年）
  - 『社会システム概論』倉田和四生訳（東洋書房 1978年、パート2の序論他の部分訳）
  - 『文化システム論』丸山哲央訳（ミネルヴァ書房 1991年、パート4の序論のみの訳）
- Social Structure and Personality（1964年）
  - 『社会構造とパーソナリティ』武田良三監訳 丹下隆一等共訳（新泉社 1973年、フロイトに言及）
- Societies:Evolutionary and Comparative Perspectives（1966年）
  - 『社会類型　進化と比較』矢沢修次郎訳（至誠堂 1971年）
- Sociological Theory and Modern Society（1967年）（カール・マルクスへの言及を含む。日本語訳未公刊）
- Politics and Social Structure（1969年）
  - 『政治と社会構造』新明正道監訳（誠信書房 1973-74年。下巻でAGIL図式を解説）
- The System of Modern Societies（1971年）
  - 『近代社会の体系』井門富二夫訳（至誠堂 1977年）
- The Sociology of Knowledge and the History of Ideas（unpublished, in Parsons Papers, Harvard Archives, 1974-75年）
  - 『知識社会学と思想史』油井清光監訳 土屋淳二、杉本昌昭訳（学文社 2003年）
- Social Systems and the Evolution of Action Theory（1977年）
  - 『社会体系と行為理論の展開』田野崎昭夫監訳（誠信書房 1992年）
- Action Theory and the Human Condition（1978年）
  - 『宗教の社会学―行為理論と人間の条件第三部』徳安彰ほか訳、『人間の条件パラダイム—行為理論と人間の条件第四部』富永健一ほか著訳、勁草書房 2002年、前者は、ルネ・C・フォックス Renee C. Fox およびヴィクター・リッツ Victor Lidz との共同執筆を含む。後者は単独執筆で、カント主義者を自称）
- 『社会システムの構造と変化』倉田和四生編訳 （創文社 1984年、1978年来日時の講演録）

### 共著
- Working Papers in the Theory of Action（- with Bales, A.Shils) 1953年）
- Family, Socialization and Interaction（- with Bales, Robert Freed, 1955年）
  - R・F・ベールズ『核家族と子どもの社会化』橋爪貞雄等訳（黎明書房 1970-1972年）、『家族』1981年改題
- Economy and Society（ - with N. Smelser, 1956年）
  - N・J・スメルサー『経済と社会―経済学理論と社会学理論の統合についての研究』富永健一訳（岩波書店 1958年）
- The American University（ - with G. Platt, 1973年）
- Zur Theorie sozialen Handelns（ - with Alfred Schütz, 1977年）
  - アルフレート・シュッツ、W.M.スプロンデル編『社会理論の構成 社会的行為の理論をめぐって A.シュッツ=T.パーソンズ往復書簡』佐藤嘉一訳（木鐸社　1980年）『社会的行為の理論論争』と改題

### 共編著
- The present position and prospect of systematic theory in sociology （1945年）.＝「社会学における体系的理論の現状と将来」『ギュルヴィッチ、ムーア編二十世紀の社会学第4巻』（誠信書房 1959年）
- Toward a General Theory of Action （ - with Schills and Klucklohn, 1951年）=（E・A・シルス）『行為の総合理論をめざして』日本評論新社 1960年、作田啓一、永井道雄、橋本真共訳による部分訳。パターン変数への言及あり）
- The Principal Structure of Community, Structure and Process in Modern Society（1960年）.＝論文「コミュニティの基本構造」『都市化の社会学』（誠信書房、1978年所収）
- Death in American society （ - with M.Lidz, 1967年）=（ヴィクター・M・リッツ）論文「アメリカ社会における死」『自殺の病理』（岩崎学術出版社 1972年所収）
- American Sociology  （a collection of essays edited by Talcott Parsons, 1968年）.＝『現代のアメリカ社会学』東北社会学研究会訳（誠信書房 1969年）

## そのほか参考文献
- Alexander, J.C. 1982. Theoretical Logic in Sociology. Vol. I. London:Routledge and Kegan Paul.
- Alexander, J.C. 1984. “The Parsons revival in German sociology”, Pp. 394-412 in R. Collins (ed.). Sociological Theory 1984. San Francisco:Jossey-Bass.
- Cohen, I.J. 1996. “Theories of Action and Praxis”, Pp. 111-142 in B.S. Turner (ed.). The Blackwell Companion to Social Theory. Oxford:Blackwell.
- Connell, R.W. 1997. “Why Is Classical Theory Classical?” American Journal of Sociology 102:1511-1557.
- Fararo, Thomas J. 2001. Social Action Systems:Foundation and Synthesis in Sociological Theory. Westport, CT:Praeger.
- Grathoff R. (ed.). 1978. The Theory of Social Action:The correspondence of Alfred Schutz and Talcott Parsons. Bloomington and London:Indiana University Press.
- Hamilton, Peter. 1983 Readings from Talcott Parsons. London:Tavistock Publications. 33-55.
- Haralambos, M. and Holborn, M. 1995. Sociology:Themes & Perspectives. London:Collins Educational.
- Lackey, Pat N. 1987 Invitation to Talcott Parsons’ Theory. Houston:Cap and Gown Press. 3-15.
- Levine, Donald N. 1991. “Simmel and Parsons Reconsidered.” American Journal of Sociology 96:1097-1116.
- Luhmann, Nicklas. 1984 1995. Social Systems. Stanford:Stanford University Press.＝ニクラス・ルーマン『社会システム理論（上下）』（恒星社厚生閣, 1993-95年） ISBN 4769907427 ISBN 4769908083
- Parsons, Talcott. 1937 1967. Structure of Social Action:Vol. II. Free Press.
- Parsons, Talcott. 1951. The Social System. Free Press.
- Perdue, William D. 1986. Sociological Theory:Explanation, Paradigm, and Ideology. Palo Alto, CA:Mayfield Publishing Company. 112-119.
- Rocher, Guy. 1975. Talcott Parsons and American Sociology. New York:Barnes & Nobles.
- Sewell, W.H. Jr. 1992 “A Theory of Structure:Duality, Agency, and Transformation.” American Journal of Sociology 98:1-29.
- Turner, Jonathan H. 1998. The Structure of Sociological Theory. Cincinnati, OH:Wadsworth.
- Wallace, Walter L. 1969 Sociological Theory:An introduction. London:Heinemann Educational Books.
- Weber, Max. 1947. The Theory of Social and Economic Organizations. Free Press.
- Zeuner, Lilli. 2001. “Social Concepts between Construction and Revision.” Danish National Institute for Social Research. Copenhagen.
- 新明正道. 1982『タルコット・パーソンズ』（恒星社厚生閣） ASIN B000J7OBXG
- 高城和義. 1986『パーソンズの理論体系』（日本評論社） ISBN 4535576092
- 松本和良. 1989『パーソンズの行為システム』（恒星社厚生閣） ISBN 4769906455
- 高城和義. 1989『アメリカの大学とパーソンズ』（日本評論社） ISBN 4535578222
- ロランド ロバートソン (編集), ブライアン・S. ターナー (編集), Roland Robertson (原著), Bryan S. Tarner (原著), 中 久郎 (翻訳), 進藤 雄三 (翻訳), 清野 正義 (翻訳). 1995(原著は1991)『近代性の理論—パーソンズの射程 』（恒星社厚生閣） ISBN 476990813X
- 高城和義. 2002『パーソンズ—医療社会学の構想』（岩波書店） ISBN 4000244094
- 富永健一他. 2004 『パーソンズ・ルネッサンスへの招待—タルコット・パーソンズ生誕百年を記念して』（勁草書房）ISBN 4326601663